# Куаутемок (муниципалитет Чиуауа)
Куауте́мок (исп. Cuauhtémoc) — муниципалитет в Мексике, штат Чиуауа с административным центром в одноимённом городе. Численность населения, по данным переписи 2010 года, составила 154 639 человек.

## Общие сведения
Название Cuauhtémoc дано в память о последнем правителе Теночтитлана — Куаутемоке, и его имя с астекского языка можно перевести как пикирующий орёл.
Площадь муниципалитета равна 3608 км², что составляет 1,46 % от общей площади штата, а наивысшая точка — 2285 метров, расположена в поселении Эль-Лобо.
Он граничит с другими муниципалитетами штата Чиуауа: на севере с Намикипой, на востоке с Рива-Паласио, на юге с Гран-Морелосом и Кусиуирьячи, на западе с Герреро и Бачинивой.

## Учреждение и состав
Муниципалитет был образован 5 июля 1927 года, в его состав входит 396 населённых пунктов, самые крупные из которых:
| Код INEGI | Населённый пункт                                                                | Численность населения (2005 год) | Численность населения (2010 год) |
| --------- | ------------------------------------------------------------------------------- | -------------------------------- | -------------------------------- |
| 017       | Всего                                                                           | 134785                           | 154639                           |
| 0001      | Куаутемок (исп. Cuauhtémoc) 28°24′18″ с. ш. 106°52′00″ з. д.                    | 98725                            | 114007                           |
| 0005      | Колония-Анауак (исп. Colonia Anáhuac) 28°28′48″ с. ш. 106°44′39″ з. д.          | 9253                             | 9952                             |
| 0106      | Колония-Обрегон (исп. Colonia Obregón (Rubio)) 28°44′49″ с. ш. 106°54′32″ з. д. | 2179                             | 2241                             |
| 0113      | Ла-Кемада (исп. La Quemada) 28°50′47″ с. ш. 107°01′15″ з. д.                    | 1021                             | 1272                             |
| 0093      | Ласаро-Карденас (исп. Lázaro Cárdenas) 29°06′37″ с. ш. 107°01′34″ з. д.         | 720                              | 861                              |
| 0018      | Кампо-2Б (исп. Campo Número Dos B) 28°28′06″ с. ш. 106°55′37″ з. д.             | 486                              | 685                              |
| 0017      | Кампо-2 (исп. Campo Número Dos) 28°26′53″ с. ш. 106°56′39″ з. д.                | 548                              | 600                              |

## Экономика
По статистическим данным 2000 года, работоспособное население занято по секторам экономики в следующих пропорциях: сельское хозяйство, скотоводство и рыбная ловля — 15,7 %, промышленность и строительство — 29,4 %, сфера обслуживания и туризма — 52 %, прочее — 2,9 %.

## Инфраструктура
По статистическим данным 2010 года, инфраструктура развита следующим образом:
- электрификация: 99,4 %;
- водоснабжение: 99,3 %;
- водоотведение: 95,7 %.

## Фотографии

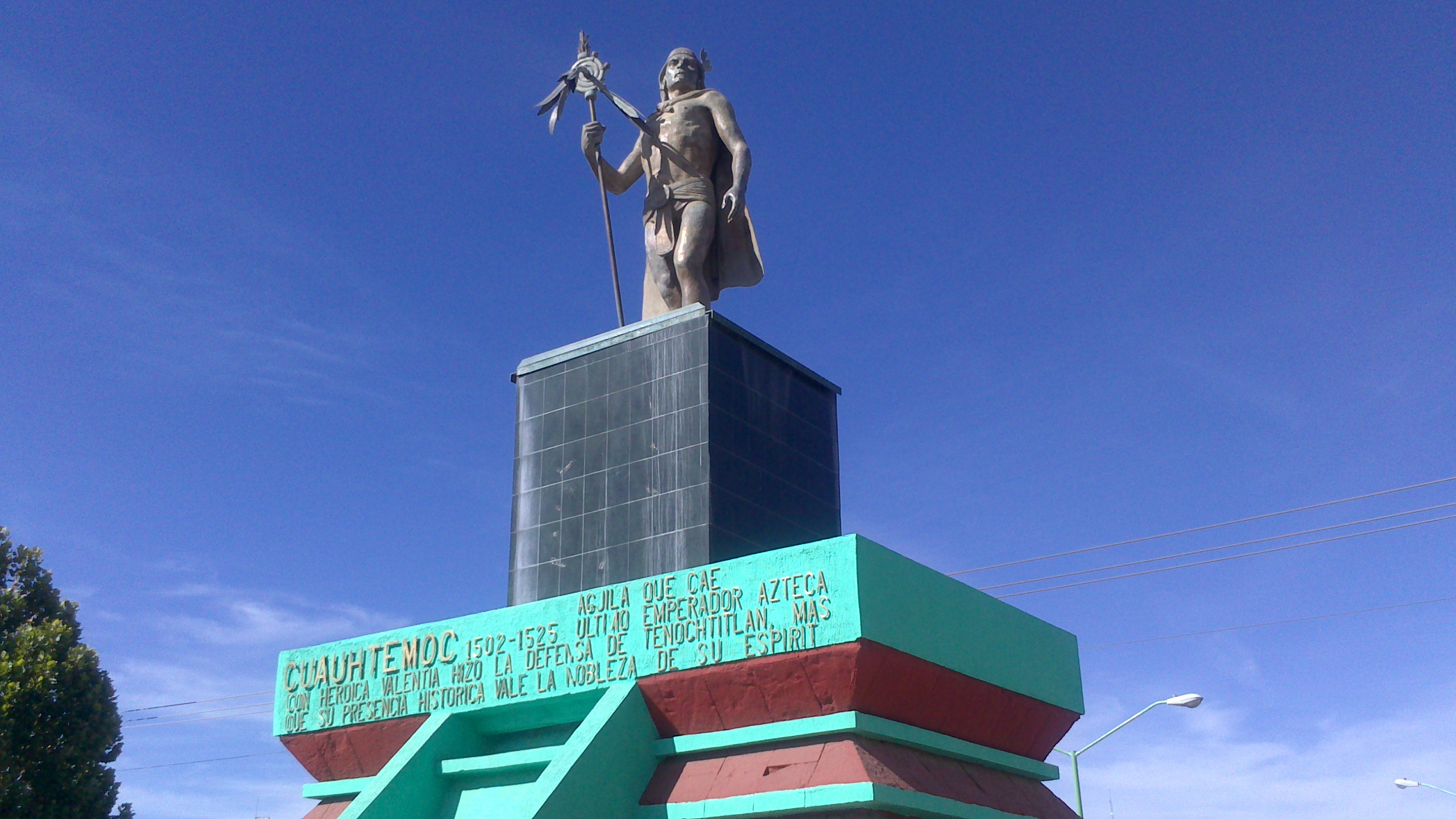
Памятник Куатемоку
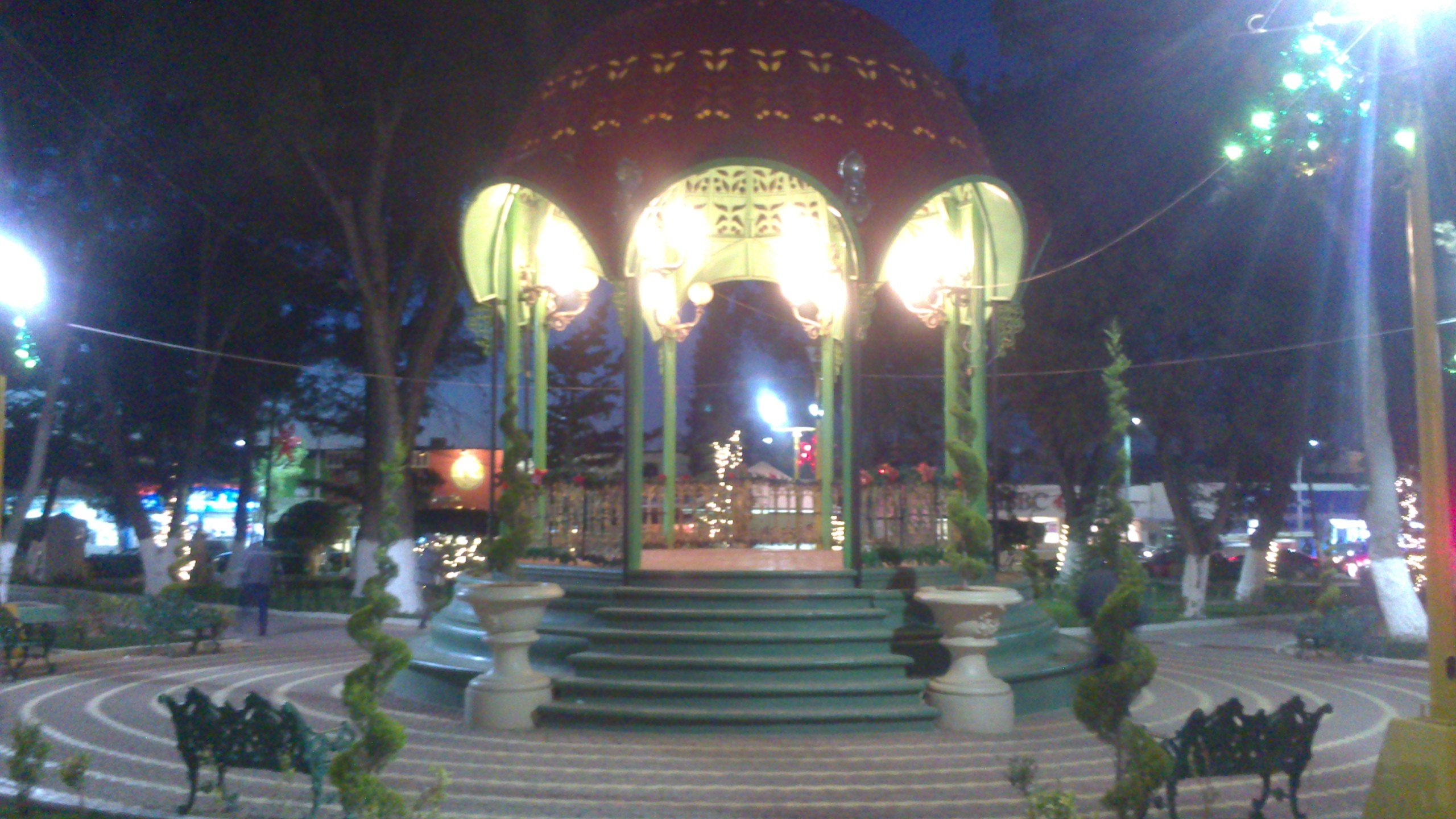
Центр города Куатемок
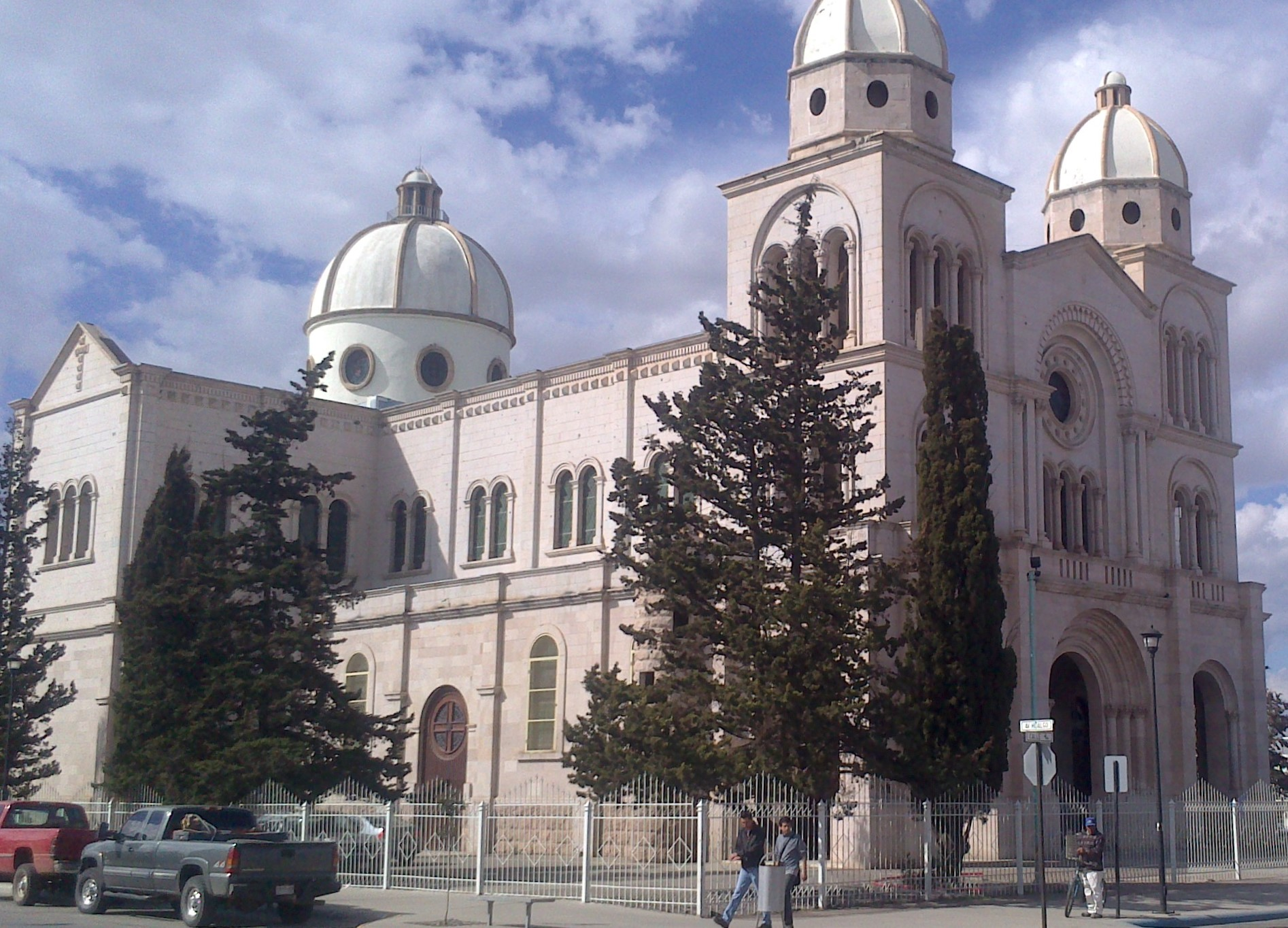
Кафедральный собор в городе Каутемок
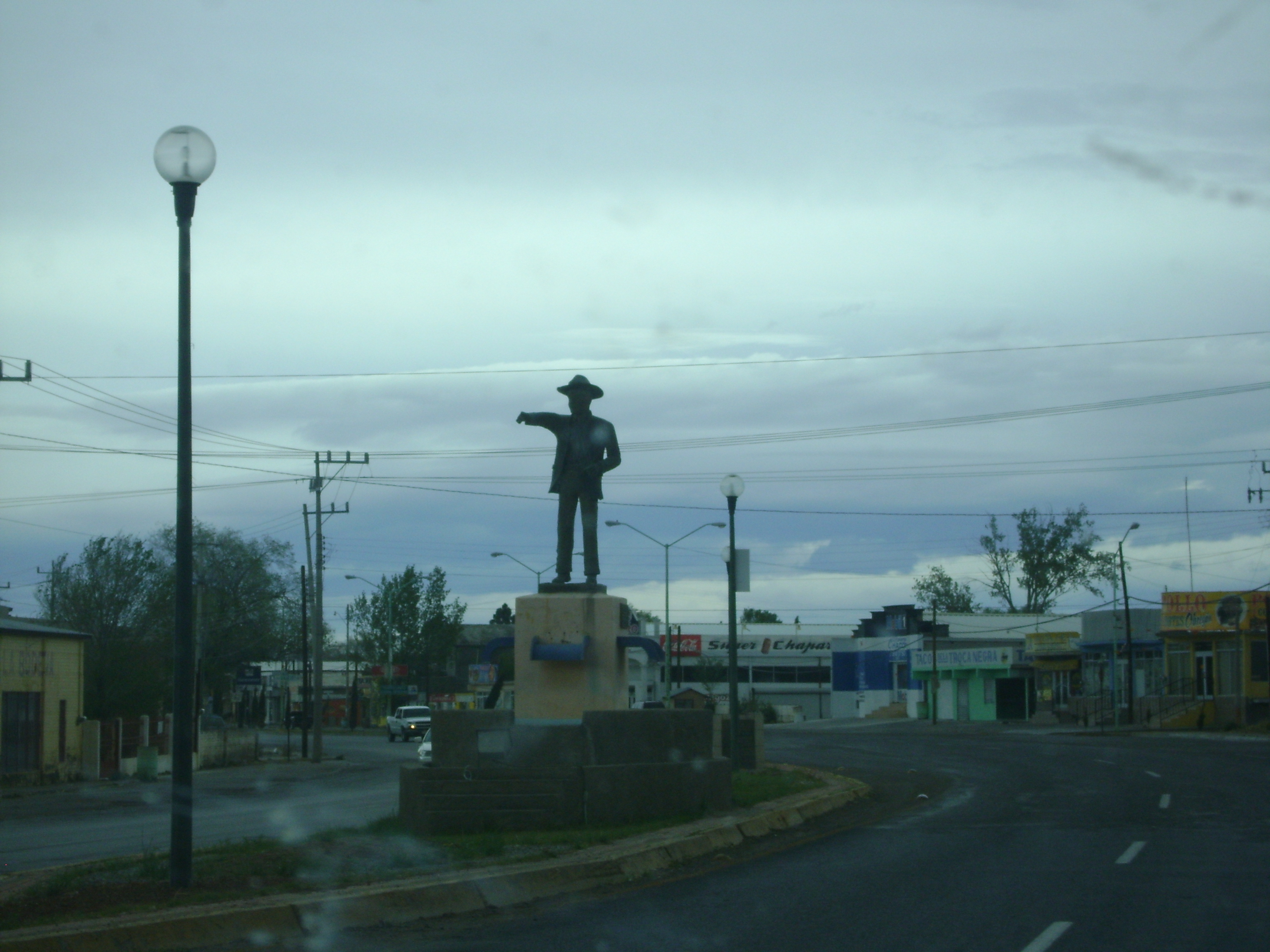
Монумент в посёлке Колония-Обрегон
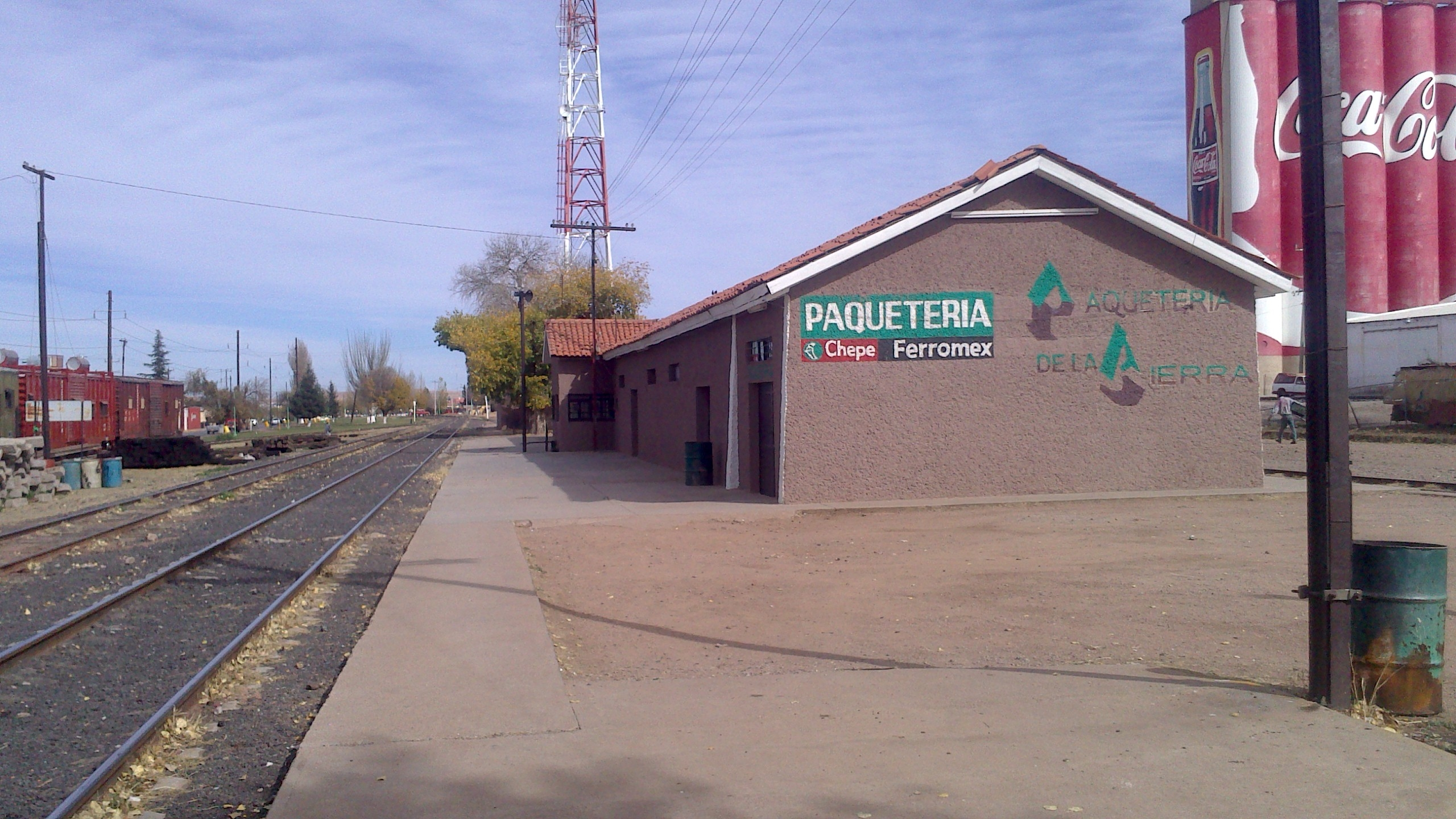
Ж/д станция Чепе в Куатемоке